# 浜口浜村
浜口浜村（はまぐちはまむら）は、かつてマセキ芸能社で活動していたお笑いコンビ。2015年12月14日解散。

## メンバー
浜口 祐次（はまぐち ゆうじ、1984年1月19日（41歳） - ）
愛知県出身。B型。身長170cm、体重59kg。
ツッコミ担当。立ち位置は上手。
競馬好き。
工作が得意で、ダンボール製の大道具を作製することが多い。製作は浜口工房で行われる。
浜村 孝政（はまむら たかまさ、1984年2月1日（41歳） - ）
愛知県出身。O型。身長166cm、体重46kg。
ボケ、及びネタ製作担当。立ち位置は下手。
中田ダイマル・ラケットに憧れている。
立川談志を尊敬している。
2014年に行われた大喜利イベント「ダイナマイト関西」の若手芸人トーナメント「ダイナマイト関西NEXT 全日本新人王決定戦」優勝者。
浜口浜村解散後は、「浜村凡平太」としてピン芸人で活動中。

## 来歴・芸風
- 小学校時代からの同級生。浜村は小学3年生頃から漠然とお笑い界を目指すようになり、小学生の頃から浜村が一番の仲良しの浜口を毎日のように誘っていた。その時浜口は「その時はそんな気が無く、笑ってごまかしていた」という[1]。高校は別々の所に進学したが、浜村は中退、浜口も卒業後の進路は決まっておらず、このときにこれが最後というつもりで浜村が改めて浜口を誘い、浜口も最後には「こいつとならやっていけそう」と思い、2人で名古屋NSCに入学[1]。ネタ見せに受からず4年間通い続けたという。なお同校の15期生にカウントされている。
- 2008年8月に名古屋吉本を退社、東京進出し翌年1月からマセキユースに所属[1]。2014年1月にマセキ芸能社所属となる。
- 2011年7月に無期限休養を発表[2]、同年10月に復帰。
- 2014年の第4回「THE MANZAI」にて、初めて認定漫才師50組に選ばれる。なおこの大会には初年度から出場しているが、2011年度は1回戦敗退、2012・2013年度は共に2回戦敗退だった。
- 主に漫才を行っていた。シュールなやりとりを得意とする。浜村がネタ中に浜口の改名を提案する、「5・4・3・2・1、ドカーン」と数字を交えたネタ等がある。
- 漫才でありながら、物語のようなストーリー性や展開のあるネタを得意とし、笑いだけではなく郷愁や感動をも生み出す稀有な漫才師である。
- 漫才中の立ち位置がコンビ名の並びと逆になっている（浜口が向かって右側、浜村が向かって左側）。
- ゴッドタンの「この若手知ってんのか!? 2013秋」で「華はないけど実力はピカイチな芸人（非よしもと）」 5位に選ばれた。
- 三四郎・浜口浜村・ドリーマーズの3組のライブ（仮）での出囃子ははっぴいえんどの「風をあつめて」を使用している。
- 2015年12月14日、マセキ芸能社主催のライブ「ライラックブルー」において、ツィンテルとともに解散を発表した[3]。
- 解散後の2022年と2024年にライブ限定でコンビを再結成し漫才を披露した。

## 出演

### テレビ番組
- ぐるナイ（2009年3月13日、日本テレビ）
- 笑う新撰組（2011年7月15日、テレ朝チャンネル）
- 新進気鋭（2012年5月12日、日本テレビ）
- オンバト+（NHK）戦績0勝1敗 117KB
- イチオシ大予想TV「馬キュン!」（2013年7月20日、BSフジ） - 浜口のみ
- THE MANZAI 2014 認定漫才師大お披露目SP（2014年9月23日、フジテレビ）
- 前略、西東さん（2015年2月28日、中京テレビ）
- ナイツのHIT商品会議室（2015年3月6日・13日・20日・27日・4月3日・10日・17日、チバテレビ）

### インターネットテレビ
- ニコジョッキー「浜口浜村のしにそうでしなない」（毎月1回、金曜日放送）
- 【天下一】芸人ニコ電バトル（2011年2月5日)

### ラジオ
- 決戦！お笑い有楽城（2014年10月4日、ニッポン放送）
- サンドウィッチマンの天使のつくり笑い（2015年9月1日、NHKラジオ第1）

### 主な出演ライブ
- パンキッシュガーデン ライラックブルー - マセキ芸能社の定期ライブ。毎月7日から11日に開催されていた。
- 空飛ぶサンパチ（2012年10月 - 2013年11月） - マセキユースによる月イチ漫才ライブ
- 新宿GO!GO!LIVE（2010年10月16日 - 2014年11月29日） - K-PRO主催の不定期ライブ
- 三四郎・浜口浜村・ドリーマーズの3組のライブ（仮） - K-PRO主催の隔月開催ライブ
- トッパレ（A） - K-PRO主催のバトルライブ
- また会えたネ（2022年8月21日、CBGKシブゲキ!! / 9月3日、東別院ホール） - ランジャタイとの2マンライブ[4]
- 行列の先頭49（2024年5月18日、西新宿ナルゲキ）
- K-PROリターンズ〜あの頃僕たちは〜（2024年5月19日、西新宿ナルゲキ）

### 単独ライブ
- 浜口浜村だ。（2008年7月24日、theaterMOON）
- 浜口浜村は、（2010年6月21日、シアターブラッツ）
- 浜口浜村か？（2013年3月22日、新宿シアター・ミラクル）
- 納涼の夕べ（2015年8月13日、座・高円寺2）

### トークライブ
- 浜口浜村の大運動会（2010年6月3日、花鳥風月）

### 自主ライブ 「浜口浜村の自主ライブくん」
- 漫才ライブ編（2012年1月31日、劇場バイタス）
- 人形劇編（2012年3月29日、劇場バイタス）
- 古田さんありがとうの番外編〜事務所に同じ時期に入った人と遊びます〜（2012年4月26日、しもきた空間リバティ）
- 漫才ライブ編（2012年6月4日、劇場バイタス）
- 街に出てゴミ拾い編（2012年8月6日、劇場バイタス）
- 漫才ライブ編（2012年10月1日、劇場バイタス）
- さよなら自主ライブくん編（2012年12月4日、劇場バイタス）

### 自主ライブ 「浜口浜村の悠々自適」
- 浜口祐次殺人事件編（2013年6月1日、劇場バイタス）
- 漫才ライブ編（2013年6月1日、劇場バイタス）
- 多方面漫才ライブ編（2013年10月2日、新宿バティオス）
- 秘湯巡りと漫才ライブ編（2013年12月26日、新宿バティオス）

### 自主ライブ 「浜口浜村の骨ライブ」
- ゲストのコントと浜口浜村の漫才編（2014年12月3日、新宿バティオス）
- はじめてのえいぞうと漫才編（2015年2月3日、新宿バティオス）
- 漫才ライブ編（2015年4月6日、新宿バティオス）

## DVD
- 「ダイナマイト関西2014 〜全日本大喜利選手権〜 ゴチャゴチャ言わんと誰が一番おもろいんか決めたらええんや」

（よしもとアール・アンド・シー 2014年12月3日発売） - 浜村のみ